# Dariusz Chromiec
Dariusz Janusz Chromiec (ur. 15 marca 1968 w Bystrzycy Kłodzkiej) – polski inżynier rolnictwa, urzędnik, samorządowiec, od 2018 roku burmistrz Stronia Śląskiego.

## Biografia
Urodził się w 1968 roku w Bystrzycy Kłodzkiej. Uczęszczał kolejno do Szkoły Podstawowej nr 2 w Lądku-Zdroju, a następnie do Zespołu Szkół Rolniczych w Bożkowie. Po pomyślnie zdanym egzaminie maturalnym kontynuował edukację na studiach inżynierskich na Wydziale Rolniczym Akademii Rolniczej im. Hugona Kołłątaja w Krakowie. Tam też uzyskał w 1993 roku tytuł zawodowy magistra na kierunku zarządzanie i marketing w rolnictwie i gospodarce żywnościowej. Ponadto w 2005 roku ukończył studia podyplomowe na Wydziale Prawa, Administracji i Ekonomii Uniwersytetu Wrocławskiego w zakresie samorządu terytorialnego i gospodarki lokalnej.
Zawodowo związany z jest z samorządem. Pracował w Urzędzie Miejskim w Stroniu Śląskim, gdzie był sekretarzem gminy, a w 2007 roku został powołany na zastępcę burmistrza. Po rezygnacji z kandydowania na kolejną kadencję przez Zbigniewa Łopusiewicza, startował w ramach KWW Rozwój i Doświadczenie na urząd burmistrza Stronia Śląskiego, wygrywając w 2018 roku wybory z wynikiem 54,97% głosów.
W maju 2025 za zasługi w działalności na rzecz samorządu terytorialnego został odznaczony Złotym Krzyżem Zasługi.